# 성검의 폭풍
성검의 폭풍(A Storm of Swords)은 조지 R. R. 마틴의 소설 얼음과 불의 노래의 3부로, 영국 초판은 2000년 8월 8일 발행됐다. 미국에서는 2000년 11월, 한국 초판은 2005년 3월에 초판이 발행됐다.
1, 2부에 비해 책의 길이가 길기 때문에 한국을 비롯한 몇몇 국가에서는 2권으로 나뉘어 발간되기도 했다. 영국, 호주 등 영어권 국가에서는 1권은 '철과 눈'(Steel and Snow), '피와 금'(Blood and Gold)이란 이름이 붙었다.
성검의 폭풍은 2001년 로커스 상, 2002년 게펜 상(Geffen Award)의 최고 소설상을 수상했고, 2001년 네벌러 상의 최고 소설상 후보에 올랐다. 또한 시리즈 최초로 성검의 폭풍은 2001년 휴고 상(Hugo Award) 후보에도 올랐으나, 수상자는 해리 포터와 불의 잔이었다.
메이샤 멀린 출판사(Meisha Merlin Publishing)는 1, 2부와 마찬가지로 삽화가 포함된 성검의 폭풍의 축약판을 발매할 예정이었다. 하지만 출간 일자가 늦춰지는 관계로 판권이 서브터레이니언 출판사(Subterranean Press)로 넘어갔다. 찰스 베스(Charlse Vess)가 그린 삽화 판은 2006년 여름에 출간됐다.
또한 성검의 폭풍은 보드게임판 '왕좌의 게임'의 2번째 확장팩의 이름이기도 하다. 또한 성검의 폭풍의 초반 절반은 드라마판 왕좌의 게임의 시즌3에 차용됐고, 나머지 절반은 시즌4로 표현됐다.